# Kingston, New Brunswick
Kingston är en ort i Kanada.   Den ligger i provinsen New Brunswick, i den sydöstra delen av landet, 800 km öster om huvudstaden Ottawa. Kingston ligger 70 meter över havet och antalet invånare är 2 952. Den ligger vid sjön Bates Lake.
Terrängen runt Kingston är platt. Närmaste större samhälle är Quispamsis, 9,2 km söder om Kingston.
I omgivningarna runt Kingston växer i huvudsak blandskog. Runt Kingston är det ganska tätbefolkat, med 222 invånare per kvadratkilometer.